# Velódromo Municipal do Rio
Velódromo Municipal do Rio é um velódromo localizado no Parque Olímpico na Barra Olímpica, no Rio de Janeiro. O espaço foi construído ao custo de R$10 milhões para abrigar as disputas de ciclismo de pista e patinação de velocidade durante os Jogos Pan-americanos de 2007, sendo considerada a mais moderna do Brasil e com o único equivalente na América do Sul na Colômbia. Um novo velódromo foi construído no mesmo local para os Jogos Olímpicos de Verão de 2016 devido a inadequações do original.

## História

### Velódromo original (2007)

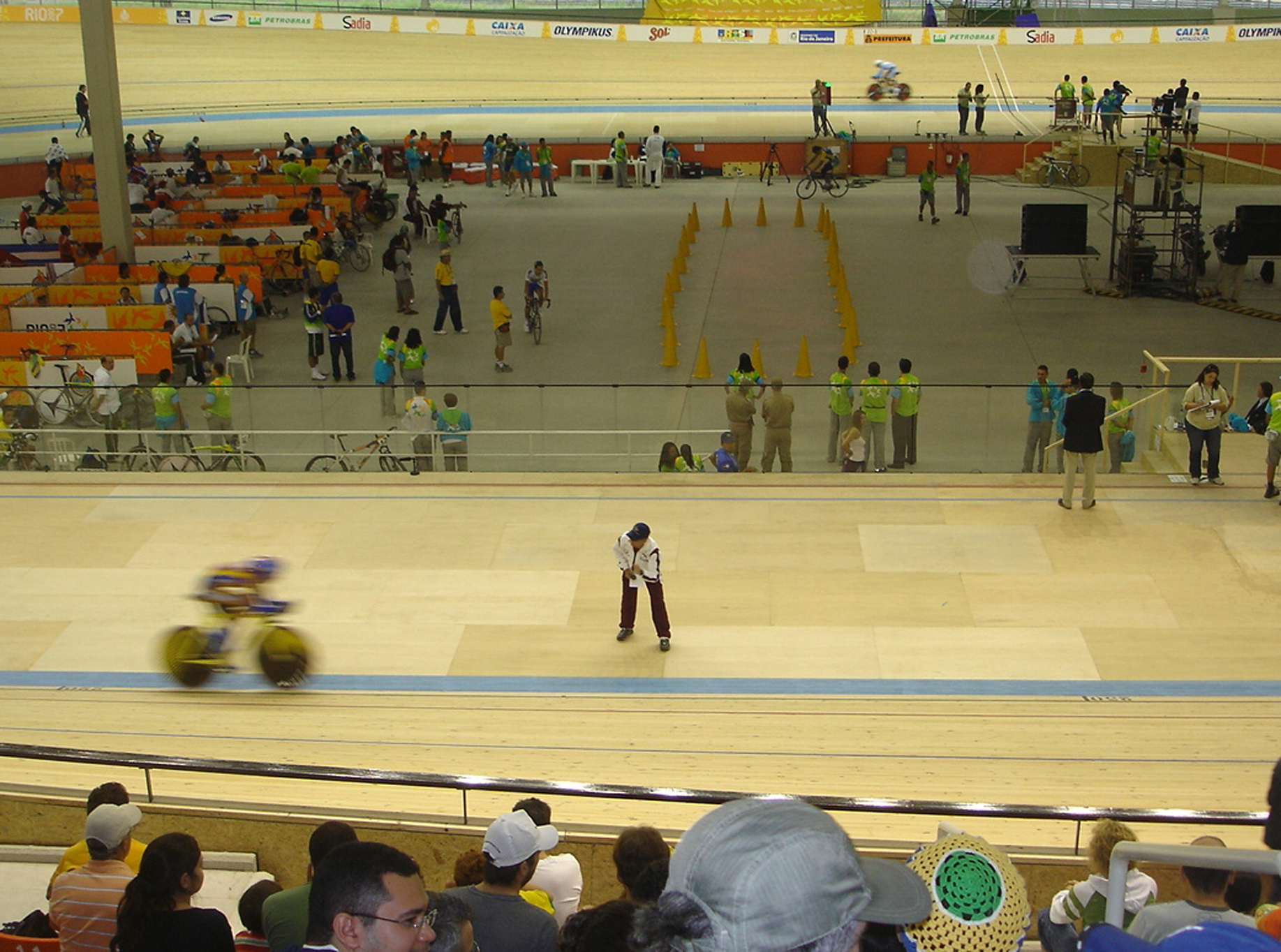
Velódromo durante os Jogos Pan-americanos de 2007.

Foi o primeiro do Brasil com pista de madeira, construída na Holanda pela mesma empresa responsável pelo velódromo construído em Atenas para os Jogos Olímpicos de Verão de 2004. A pista é de pinho siberiano e tem comprimento médio de 250 metros. Inicialmente, o velódromo seria provisório, mas a Prefeitura mudou os planos já em 2007.
Apesar de ser planejado como um dos locais de competição para a Olimpíada de 2016, em 2013, descobriu-se que o velódromo não se adequava às exigências da União Ciclística Internacional e terá de ser substituído. Entre as irregularidades estão: a capacidade de 1500 espectadores está abaixo do mínimo de 5000; duas pilastras centrais impedem a visão total da pista pelos árbitros; a curvatura e inclinação da pista; e o número de boxes e vestiários.
A pista seria desmontada e levada para Goiânia, no entanto a prefeitura da cidade depois de estudos decidiu pela inviabilidade da obra, e da manutenção da mesma que no Rio de Janeiro, passava dos R$2 Milhões por ano, e então a obra fora ofertada a cidade de Pinhais, Paraná, com uma ajuda de custos provinda do Ministério dos Esportes de R$25 milhões e mais contrapartida municipal aprovada pela maioria dos Vereadores Municipais, que compreende um terreno avaliado em R$20 milhões, e ainda mais um empréstimo que terá como garantia o excedente de arrecadação do Município de R$ 9.061.000,00. Em abril de 2016, a estrutura estava em um terreno da prefeitura, indecisa a respeito de montar a obra por R$23 milhões (mais caro que a construção inicial em 2007) e visando baixar os custos.  Apenas em 2019 Pinhais começou a construir um complexo esportivo centrado no Velódromo.

### Novo velódromo (2016)

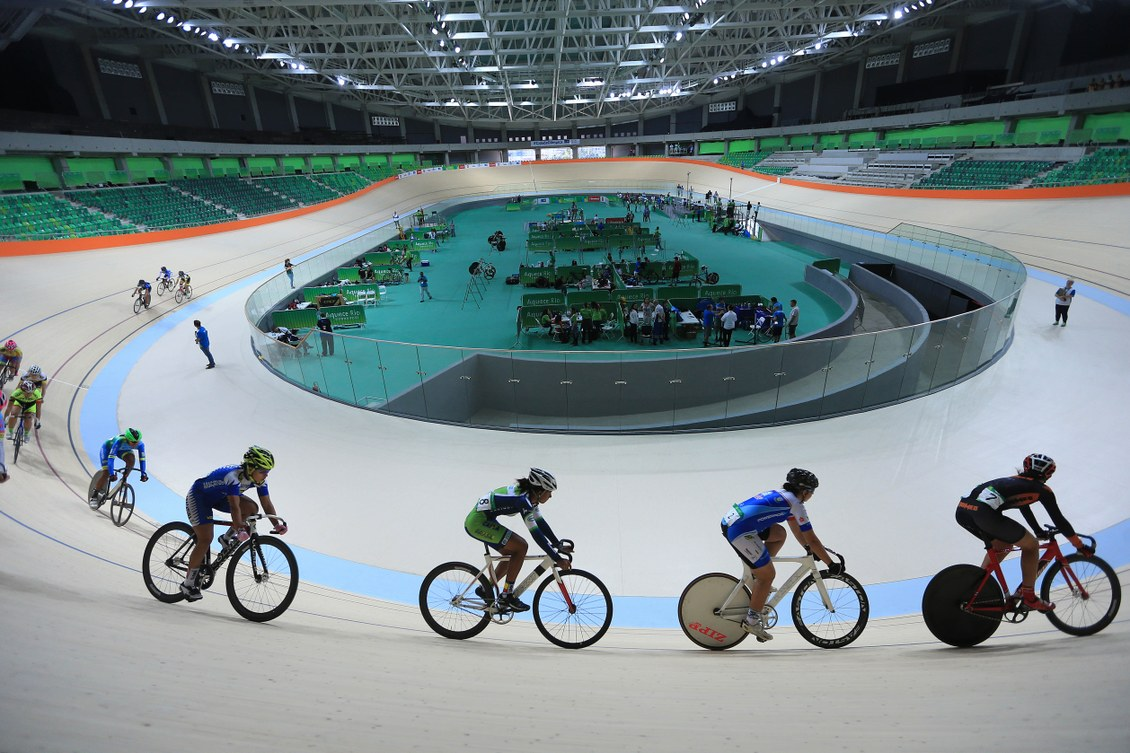
Novo velódromo construído para os Jogos Olímpicos de Verão de 2016

Um novo velódromo foi erguido no Rio de Janeiro por 147 milhões de reais. Em janeiro de 2016, o Velódromo era a obra com atraso mais crítico, com direito a a notificações judiciais da Prefeitura do Rio contra a empreiteira Tecnosolo. A demora foi causada por um atraso na instalação de estruturas de apoio para a construção da pista. Com a conclusão da instalação de montagem em 29 de fevereiro, iniciou-se o processo de seis semanas para a construção da pista. A versão definitiva do Velódromo tinha previsão de conclusão até o fim de maio de 2016, para realizar eventos testes no mês seguinte.
Com 20% ainda restantes em março, a empreiteira Tecnosolo abandonou a obra declarando não ter mais condições, e sublocou a conclusão do Velódromo para a Engetécnica. Já sem tempo para concluir o Velódromo de modo a sediar eventos teste, em abril os operários pararam a obra para protestar em prol de salários e direitos trabalhistas atrasados.
Eventualmente a Empresa Olímpica Municipal optou por romper contrato com a Tecnosolo, que passava por uma recuperação judicial, e multou a companhia pelos constantes atrasos, que fizeram o Velódromo estar apenas 88% pronto ao fim de maio. Um contrato emergencial de R$55 milhões foi assinado com a Engetécnica, enquanto a Tecnosolo se defendeu alegando que o plano inicial da obra tinha erros nos projetos básico e executivo. Em junho, as obras duravam 24 horas para garantir que o Velódromo ficasse pronto a tempo dos Jogos. A arena foi entregue ainda incompleta em 26 de junho, e pode ser testada pelos ciclistas. A União Ciclística Internacional (UCI) criticou abertamente o caos envolvendo as obras.
Após as Olimpíadas, o Velódromo estava sob gestão do governo federal, e só abrigou novo evento em maio de 2017, e um mês depois sofreu um incêndio na cobertura atribuído a balões que caíram no teto. Reaberto em novembro, acabaria fechado após novo incêndio. Em 2018, os danos seriam reparados com novas reformas ao custo de R$1,7 milhão. Apesar da maior parte dos repasses para o ciclismo serem usados na manutenção do Velódromo, o espaço não era muito utilizado para competições de ciclismo pelo alto custo de uso, com a maioria dos eventos esportivos do local utilizando a parte central coberta de tatames ao invés da pista. Em 2022, o Velódromo recebeu seu primeiro torneio profissional nacional com o Campeonato Brasileiro de Ciclismo, e teve sua gestão entregue para a prefeitura do Rio, que planejava criar em seu mezanino um museu olímpico, focado nos Jogos de 2016.